# 雷德克利夫冰原島峰
77°2′S 162°3′E / 77.033°S 162.050°E
雷德克利夫冰原島峰（英語：Redcliff Nunatak），是南極洲的冰原島峰，位於維多利亞地的斯科特海岸，處於蘇斯山以東7公里的麥基冰川南坡，海拔高度630米，由英國探險隊繪入地圖，現時由南極條約體系管理。